# C/1979 Y1 (Bradfield)
C/1979 Y1 (Bradfield) ist ein Komet, der um den Jahreswechsel 1979/1980 mit dem bloßen Auge gesehen werden konnte.

## Entdeckung und Beobachtung
Der Komet wurde am Morgen des 25. Dezember 1979 (Ortszeit) von William A. Bradfield in Australien mit einem 150-mm-f/5,5-Refraktor entdeckt. Es war seine zehnte Kometenentdeckung, genau sechs Monate nach seiner letzten. Er hatte in diesem Zeitraum insgesamt 67 Stunden nach Kometen gesucht. Bradfield schätzte die Helligkeit des Kometen zu 5 mag. Es konnte bereits ein Schweif von 1° Länge beobachtet werden.
Zum Zeitpunkt seiner Entdeckung entfernte sich der Komet bereits wieder von der Sonne, er bewegte sich aber noch näher auf die Erde zu. Seine Helligkeit nahm daher in den folgenden Wochen noch zu, Anfang Januar erreichte sie 4 mag bei einer Schweiflänge von 4°. Bis zu diesem Zeitpunkt war der Komet nur auf der Südhalbkugel zu beobachten. Ab Ende Januar 1980 konnte er auch mit wieder abnehmender Helligkeit auf der Nordhalbkugel gesehen werden. Anfang März war die Helligkeit auf etwa 10 mag gefallen, die letzten Beobachtungen erfolgten am 17. März an zwei privaten Sternwarten in Japan und England.

## Wissenschaftliche Auswertung
Durch seinen relativ nahen Vorbeigang an der Erde konnte der Komet an mehreren Observatorien auf Süd- und Nordhalbkugel vom 28. Dezember 1979 bis zum 10. März 1980 photometrisch vermessen werden, während er sich von zunächst 0,57 AE Sonnenabstand bis auf 1,65 AE von ihr entfernte. Es wurden dabei Filter verwendet, die speziell die Emissionslinien verschiedener Verbindungen, darunter CN, C2, C3, OH und NH durchließen. Es konnten daraus Produktionsraten dieser Verbindungen in Abhängigkeit vom Sonnenabstand abgeleitet werden. Außerdem konnte ein ungewöhnlich großes Verhältnis zwischen Gas und Staub festgestellt werden, so dass der Komet Bradfield als einer der gasreichsten Kometen erschien, der jemals beobachtet wurde, vergleichbar mit dem Kometen 2P/Encke.
Am 29. Januar 1980 wurde der Komet am La-Silla-Observatorium der ESO in Chile im infraroten Licht im Wellenlängenbereich von 610–1100 nm beobachtet. In dem erhaltenen Emissionsspektrum, das dem des Kometen C/1969 T1 (Tago-Sato-Kosaka) ähnelte, konnten die Linien von O, NH2, CN und C2 nachgewiesen werden.
Nachdem wenige Jahre zuvor erstmals beim Kometen C/1975 V1 (West) umfassende spektroskopische Untersuchungen im Ultravioletten vorgenommen wurden, gelangen im Zeitraum von Anfang Januar bis Anfang März 1980 mit dem International Ultraviolet Explorer ebensolche Untersuchungen auch beim Kometen Bradfield. Dabei wurden im Wellenlängenbereich von 120–320 nm die Emissionslinien von H, O, C, S, CS, CO2+ und OH nachgewiesen. Ebenso wie im visuellen Spektrum konnten aber keine Linien von CO+ festgestellt werden. Die Ergebnissen der Beobachtungen der Emissionslinien von H, O und OH zeigten, dass wahrscheinlich alle diese Radikale durch den Zerfall von Wasser entstanden. Es konnte daraus die Produktionsrate von Wasser in Abhängigkeit vom Sonnenabstand abgeleitet werden. Außerdem konnte damit die Vermutung unterstützt werden, dass der Kometenkern hauptsächlich aus Wassereis besteht.
Ende Januar/Anfang Februar 1980 wurden mit dem Nançay-Radioteleskop Beobachtungen der 18-cm-OH-Emissionslinie beim Kometen Bradfield vorgenommen. Es wurde dabei nur ein schwaches Signal festgestellt.
Durch Interaktion des Kometenplasmas mit dem Sonnenwind kann Röntgenstrahlung entstehen. Am 5. Februar 1980 wurde daher mit dem Einstein-Observatorium beim Kometen Bradfield danach gesucht, allerdings ohne Erfolg. Erst beim Kometen C/1996 B2 (Hyakutake) konnte mit ROSAT eine starke Röntgenstrahlung festgestellt werden.
Am 6. Februar 1980 kam es zu einer raschen wellenförmigen Bewegung im Plasmaschweif des Kometen, was in Fachkreisen große Aufmerksamkeit fand. Eine Auswertung der Daten mehrerer Raumsonden, insbesondere der Daten von Helios 2, und von geophysikalischen Observatorien auf der Erde konnte dieses Ereignis mit einer starken Fluktuation des Sonnenwindes in Verbindung bringen, die durch ein Flare auf der Sonne drei Tage zuvor verursacht wurde.
In zwei Untersuchungen von 1983 und 1987 leiteten E. Everhart und B. Marsden Parameter für die ursprüngliche und die zukünftige Bahn des Kometen ab. Lange vor dem Eintreten in das innere Sonnensystem hätte er sich demnach auf einer elliptischen Bahn mit einer Großen Halbachse von etwa 43 AE und einer Umlaufzeit von etwa 282 Jahren bewegt. In der Zukunft würde sich die Große Halbachse geringfügig auf etwa 44 AE und die Umlaufzeit auf etwa 291 Jahre erhöhen.
Bereits seit 1949 wurde vermutet, dass mehrere zur damaligen Zeit bekannte Kometen mit ähnlichen Aphel-Distanzen von etwa 85 AE und Umlaufzeiten zwischen 235 und 300 Jahren eine eigene Kometenfamilie bilden, ebenso wie die bekannten Familien, die jeweils in Zusammenhang mit den Planeten Jupiter, Saturn, Uranus und Neptun stehen. Bis 1991 wurde auch der Komet Bradfield zu der inzwischen auf 10 Mitglieder angewachsenen transplutonischen Kometenfamilie gerechnet und es wurde damals versucht, Abschätzungen über Größe, Masse, Helligkeit und gegenwärtigen Ort des hypothetischen Planeten X zu machen.

## Umlaufbahn
Für den Kometen konnte aus 127 Beobachtungsdaten über einen Zeitraum von 75 Tagen eine elliptische Umlaufbahn bestimmt werden, die um rund 149° gegen die Ekliptik geneigt ist. Die Bahn des Kometen verläuft damit schräg gestellt zu den Bahnebenen der Planeten, er durchläuft seine Bahn gegenläufig (retrograd) zu ihnen. Im sonnennächsten Punkt der Bahn (Perihel), den der Komet zuletzt am 21. Dezember 1979 durchlaufen hat, befand er sich mit etwa 81,6 Mio. km Sonnenabstand im Bereich zwischen den Umlaufbahnen von Merkur und Venus. Bereits am 19. November hatte er sich der Venus bis auf etwa 28,3 Mio. km genähert. Am 24. Januar 1980 ging er dann in etwa 133,9 Mio. km Abstand am Mars vorbei und am 25. Januar kam er der Erde bis auf etwa 29,6 Mio. km (0,20 AE) ungewöhnlich nahe.
Durch die wenigen Beobachtungsdaten weisen die Bahnelemente, wie sie in der JPL Small-Body Database angegeben sind, relativ große Unsicherheiten auf. Nach diesen Angaben und ohne Berücksichtigung nicht-gravitativer Kräfte auf den Kometen hatte seine Bahn einige Zeit vor der Passage des inneren Sonnensystems eine Exzentrizität von etwa 0,98773 und eine Große Halbachse von etwa 44,5 AE, so dass seine Umlaufzeit bei 297 Jahren lag. Er könnte somit bereits um das Jahr 1682 (Unsicherheit ±6 a) erschienen sein.
Durch die Anziehungskraft der Planeten, insbesondere durch Vorbeigänge am Saturn am 15. Januar 1980 in etwa 8 ¾ AE und am Jupiter am 2. Februar 1980 in etwa 4 ⅔ AE Abstand, wurde seine Bahnexzentrizität nur geringfügig auf etwa 0,98810 und seine Große Halbachse auf etwa 45,6 AE vergrößert, so dass sich seine Umlaufzeit auf etwa 308 Jahre erhöht. Wenn er um das Jahr 2133 den sonnenfernsten Punkt (Aphel) seiner Bahn erreicht, wird er etwa 13,5 Mrd. km von der Sonne entfernt sein, fast 91-mal so weit wie die Erde und dreimal so weit wie Neptun. Seine Bahngeschwindigkeit im Aphel beträgt nur etwa 0,35 km/s. Der nächste Periheldurchgang des Kometen wird möglicherweise um das Jahr 2287 (Unsicherheit ±6 a) stattfinden.

## Meteorstrom
In der Nähe des absteigenden Knotens seiner Umlaufbahn bewegte sich der Komet C/1979 Y1 Mitte November 1979 in geringer Nähe zur Erdbahn, und zwar in nur 10,1 Mio. km (0,068 AE) Abstand. Es wurde daher vermutet, dass der Komet die Quelle des schwachen Meteorstroms der Juli-Pegasiden sei, der in jedem Jahr um den 9. Juli auftritt. Dies konnte durch Beobachtungen in den Jahren 2008 bis 2011 bestätigt werden.

## Meteorschauer auf dem Mars
Der Komet kam Anfang März 1980 beim aufsteigenden Knoten seiner Bahn auch der Umlaufbahn des Mars bis auf etwa 7,5 Mio. km nahe. Staubpartikel des Kometen, die sich entlang seiner Umlaufbahn verteilt haben, könnten also regelmäßig Meteorschauer auf dem Mars verursachen – immer dann, wenn der Mars etwa alle 687 Tage eine bestimmte Stelle seiner Bahn durchläuft. Die Meteore dringen dann auf der Südhemisphäre des Planeten am Morgenhimmel in dessen Atmosphäre ein.

## Rezeption in den Medien
Auf den Komoren wurde am 7. März 1986 anlässlich der Wiederkehr des Halleyschen Kometen eine Sondermarke zu 300 Franc mit einem digital nachbearbeiteten Bild eines Kometen und der Inschrift „Comète de Bradfield 1980“ herausgegeben. Abgebildet ist vielleicht der Komet C/1979 Y1, dessen hauptsächliche Sichtbarkeit in das Jahr 1980 fiel, möglich wäre aber auch der Komet C/1980 Y1.